# Aeropuerto Internacional de Durango
El Aeropuerto Internacional Guadalupe Victoria o Aeropuerto Internacional de Durango (Código IATA: DGO - Código OACI: MMDO - Código DGAC: DGO), está localizado en Durango, Durango, México. Se encarga del tráfico nacional e internacional de Durango y se ubica a solo 10 minutos al noreste de ésta.

## Información
En 2008 el edificio terminal del Aeropuerto de Durango fue ampliado y completamente remodelado. Entre las renovaciones del edificio terminal se destaca, la construcción de una sala de espera nacional e internacional con vista a la plataforma, la ampliación del ambulatorio, el establecimiento de dos bandas de reclamo de equipaje; nacional e internacional y la nueva imagen comercial. En 2009 la plataforma fue ampliada y la pista 03/21 fue totalmente reencarpetada al igual que las calles de rodaje, esto con el propósito de aumentar su capacidad de operaciones.
Para 2021, Durango recibió 446,030 pasajeros, mientras que para 2022 recibió a 485,524 pasajeros según datos publicados por el Grupo Aeroportuario Centro Norte.
El aeropuerto fue nombrado por el primer Presidente de México Guadalupe Victoria originario de este estado.

## Aerolíneas y destinos

### Pasajeros
| Aerolíneas         | Destinos                                       |
| ------------------ | ---------------------------------------------- |
| Aeroméxico Connect | Ciudad de México, Ciudad de México–AIFA        |
| American Airlines  | Dallas/Fort Worth                              |
| Viva               | Monterrey (reinicia el 3 de noviembre de 2025) |
| Volaris            | Chicago-Midway, Tijuana                        |

### Destinos nacionales
Se brinda servicio a 4 ciudades dentro del país a cargo de 3 aerolíneas. Los destinos de Aeroméxico son operados por Aeroméxico Connect.
| Ciudad de México (MEX) | • |   |   |   | 1 |
| Ciudad de México (NLU) | • |   |   |   | 1 |
| Monterrey (MTY)        |   | • |   |   | 1 |
| Tijuana (TIJ)          |   |   | • |   | 1 |
| Total                  | 2 | 1 | 1 | 0 | 4 |

### Destinos internacionales
Se ofrece servicio a 2 destinos internacionales a cargo de 2 aerolíneas.
| Estados Unidos (2 destinos, 2 aerolíneas) |                                               |                   |
| Chicago (Illinois)                        | Aeropuerto Internacional Midway               | Volaris           |
| Dallas (Texas)                            | Aeropuerto Internacional de Dallas-Fort Worth | American Airlines |
| Total: 2 destinos, 1 país, 2 aerolíneas   |                                               |                   |

## Estadísticas

### Rutas más transitadas
| Número | Ciudad                   | Pasajeros | Ranking     | Aerolínea          |
| ------ | ------------------------ | --------- | ----------- | ------------------ |
| 1      | Ciudad de México         | 85,837    | Sin cambios | Aeroméxico Connect |
| 2      | Tijuana, Baja California | 84,666    | Sin cambios | Volaris            |
| 3      | Dallas, Texas            | 30,543    | Sin cambios | American Airlines  |
| 4      | Valle de México          | 24,769    |             | Aeroméxico Connect |
| 5      | Chicago, Illinois        | 21,331    | 1           | Volaris            |
| 6      | Monterrey, Nuevo León    | 2,898     |             | Viva               |
| 7      | Guadalajara, Jalisco     | 2,008     | 2           | TAR                |
| 8      | Ciudad Juárez, Chihuahua | 1,691     | 2           | TAR                |
| 9      | Hermosillo, Sonora       | 1,067     |             | TAR                |

## Accidentes e incidentes
- El 10 de mayo de 1996 una aeronave de Havilland Canada DHC-6 Twin Otter 200 con matrícula XA-SWJ operada por Aéreo Servicios Empresariales se estrelló en una colina cuando intentaba aterrizar en el Aeródromo de Santa María de Otáez (Código DGAC:MOX[6]) durante condiciones climatológicas adversas, matando a 17 de los 19 ocupantes incluyendo a los 2 miembros de la tripulación (uno de los 2 pasajeros sobrevivientes murió por heridas 2 semanas después). La aeronave había partido del Aeropuerto de Durango.[7]

- El 21 de julio de 2004 una aeronave McDonnell Douglas DC-9-14 con matrícula XA-BCS que operaba el vuelo 706 de Aero California con destino al Aeropuerto de Torreón con escala en el Aeropuerto de Durango se estrelló contra el suelo poco tiempo después de rotar en el Aeropuerto Internacional de la Ciudad de México debido a condiciones climáticas adversas que hicieron que la tripulación perdiera el control de la aeronave. Las 56 personas a bordo sobrevivieron.[8]

- El 1 de abril de 2016 una aeronave Cessna 208B Grand Caravan con matrícula XA-ULU operada por Aéreo Servicios Empresariales se estrelló en un lecho rocoso 15 minutos después de despegar del Aeródromo de Tayoltita con destino al Aeropuerto de Durango. Cuando la aeronave alcanzó 9,500 pies de altitud el motor perdió potencia (debido a la fractura por fatiga de un álabe del compresor de la turbina), obligando al piloto a realizar un aterrizaje forzoso en donde el ala izquierda golpeó un árbol y el fuselaje se partió en dos tras golpear rocas. En el accidente murieron 3 de los 9 pasajeros, el piloto sobrevivió.[9][10]

- el 6 de mayo de 2018 una aeronave Cessna T210M Turbo Centurion con matrícula XB-AHX que cubría un vuelo privado entre el Aeropuerto de Tampico y el Aeropuerto de Durango tuvo que aterrizar de emergencia en un campo agrícola cercano a este último aeropuerto debido a un fallo en el motor. tras aterrizar la chocó contra una estructura metálica usada para riego dañando el tren de aterrizaje y parte del fuselaje. Tanto el piloto como su acompañante resultaron heridos.[11]

- El 17 de mayo de 2017 se estrelló  al despegar del Aeropuerto de Toluca una aeronave Learjet 25B de Aerolínea Aero Extra con matrícula XA-VMC matando a 2 personas. La aeronave tenía como destino el Aeropuerto de Durango.[12][13]

- El 31 de julio de 2018 una aeronave Embraer ERJ-190AR con matrícula XA-GAL que operaba el vuelo 2431 de Aeroméxico Connect con destino al Aeropuerto Internacional de la Ciudad de México impactó contra el terreno poco después de despegar del Aeropuerto de Durango. A bordo de la aeronave se encontraban 97 pasajeros y 4 miembros de tripulación los cuales lograron salir poco antes de que el avión se incendiara. Cuerpos de rescate informaron del traslado de 18 personas heridas a hospitales.[14][15]

- El 23 de julio de 2019 una aeronave Piper PA-30-160 Twin Comanche con matrícula XB-OYB propiedad de la Escuela de Aviación Aeroclub Manitoba que cubría un vuelo privado entre el Aeródromo de Manitoba y el Aeropuerto de Durango se estrelló en un campo agrícola poco después de despegar en el municipio de Cuauhtémoc, Chihuahua, matando al piloto y a los 3 pasajeros, entre ellos el fundador y pastor de la Iglesia Lebenswasser y otros 2 miembros de la comunidad Menonita en México.[16][17][18][19]

- El 23 de octubre de 2019 una aeronave Cessna 401A con matrícula XB-JZF que operaba un vuelo privado entre el Aeropuerto de Durango y el Aeropuerto de Acapulco se precipitó a tierra durante su fase de crucero en el Municipio de Madero, Michoacán, estrellándose con un río y matando a las 6 personas a bordo.[20][21]

- El 18 de julio de 2021 una aeronave Beechcraft C90A King Air con matrícula N333WW que operaba un vuelo privado entre el Aeropuerto de San Luis Potosí y el Aeropuerto de Durango se precipitó a tierra impactando contra terreno durante su aproximación final al Aeropuerto de Durango, muriendo en el accidente el piloto y dos de los seis pasajeros.[22][23]

- El 23 de mayo de 2022 una aeronave Ted Smith Aerostar 601P con matrícula N66CG que operaba un vuelo privado entre el Aeropuerto de Celaya y el Aeropuerto de Durango se precipitó a tierra impactando contra terreno cerca del poblado de Ceballos en el Municipio de Durango, destruyendo la aeronave y matando a sus dos ocupantes.[24][25][26]

- El 9 de noviembre de 2023 una aeronave Cessna TU206G Turbo Stationair con matrícula XA-UOV operada por 	Aerolineas Centauro que realizaba un vuelo chárter entre el Aeródromo de Tayoltita y el Aeropuerto de Durango presentó una falla mecánica durante su fase de crucero, teniendo que realizar un aterrizaje cerca de los límites del municipio de Canatlán. El piloto y los 5 pasajeros resultaron con heridas leves y fueron trasladados mediante helicóptero a un hospital en Durango para su tratamiento.[27][28]

## Aeropuertos cercanos
Los aeropuertos más cercanos son:
- Aeropuerto Internacional Francisco Sarabia (196km)
- Aeropuerto Internacional General Rafael Buelna (216km)
- Aeropuerto Internacional de Zacatecas (232km)
- Aeropuerto Internacional Amado Nervo (302km)
- Aeropuerto Internacional Federal de Culiacán (307km)